# Звезда Пресветлая
«Звезда Пресветлая» — сборник рассказов о чудесах Богородицы. Известен в России по рукописным спискам, начиная со второй половины XVII века и является преимущественно переводом западноевропейских текстов неизвестного происхождения. Полное название сборника «Сказание о чудесах Пресвятыя Владычицы нашея Богородицы и Приснодевы Марии, о приглашении ангельского поздравления, иже принесе от Бога архангел Гавриил, приглашая радость Богородице: „Богородице Дево, радуйся“».
Известно несколько сотен списков «Звезды Пресветлой» последней трети XVII — конца XIX веков. Полностью «Звезда Пресветлая» никогда не была опубликована, хотя и готовилась к печати в конце XVII века, но не была издана из-за своего выраженного католического характера. Отдельные рассказы из сборника были опубликованы Ф. И. Буслаевым, В. В. Сиповским, В. П. Ардиановой, а И. И. Огиенко сделал пересказ нескольких рассказов «Звезды Пресветлой» по списку из собрания Императорской публичной библиотеки. Сборник «Звезда Пресветлая» был использован в качестве одного из источников для двухтомного сборника о чудесах Богородицы, названного «Благодатный источник», составленного для неграмотных и сельских людей.

## Содержание
В своём стандартном составе сборник включает 138 рассказов, распределённых по 15 главам. Часто в рассказах указано место действия, в основном это западноевропейские страны (особо часто упоминаются Испания и Португалия, также указаны Чешская, «Галанская» (Голландская) земли, Париж, Берлин, Лиссабон и т. д.). Некоторые рассказы имеют датировку, к наиболее поздним датам относятся 1574, 1578, 1599 годы.
Обычно сборник содержит также предисловие «К любезному читателю» со вступительными стихами. В предисловии сообщается, что текст «от белорусскаго языка преведены и елико возможно по творению их расположены в пользу иноком и бельцем в царствующем граде Москве в лето от создания миру 7176-го июля в 20 день». В большинстве списков в качестве даты перевода сборника указывается 1668 год, но известны списки с указанием на 1669, 1683, 1688, 1703 года, что породило вопрос о возможном наличии двух переводов сборника, который не решён до настоящего времени.
«Звезда Пресветлая» не содержит рассказов о прижизненных чудесах Девы Марии, а включает лишь её посмертные чудесные деяния, большинство из которых связаны с молитвой «Богородице Дево, радуйся», называемой в сборнике «ангельским поздравлением Богородице». С учётом того, что молитва «Богородице Дево» является основой католического последования розария, сборник «Звезда Пресветлая» является отражением в восточнославянской книжности данной католической традиции. Связь сборника с католицизмом подтверждается также тем, что название «Звезда Пресветлая» имеет икона Богородицы, повторяющая католическую иконографию розария.
В составе чудес нашла своё отражение борьба с протестантизмом: в одном из рассказов описывается, как Лютер ударил мечом по иконе Богородицы, из которой от удара истекла кровь. В сборнике также есть рассказы о деятельности миссионеров-иезуитов в Индии, о бесплодной французской королеве.
Литературовед В. П. Адрианова-Перетц особо отмечает 15-ю главу сборника, где содержатся местные русские сказания о чудесах, чудотворных иконах и выписки из других легендарных сборников. Местные русские предания вошли в состав «Звезды Пресветлой» в результате сближения в сознании читателей переводных европейских легенд с русскими историями о чудесах от икон. Исследователи М. О. Скрипиль, Н. И. Петров, В. А. Розов установили, что ряд рассказов Звезды Пресветлой имеют сходство с русскими религиозными повестями, например с Повестью о Савве Грудцыне. Также и многие из художественных приёмов, использованных в Сборнике, известны по оригинальной русской литературе.
Среди русских историй, вошедших в 15-ю главу «Звезды Пресветлой», особо выделяется чудо, произошедшее в Смутное время в веси Каменке Новоторжского уезда: поляк насилует женщину в церкви на иконе Богородицы, и на плач спрятавшегося под престолом священника Богородица гласом от иконы возвещает, что безбожник за свои дела погибнет, но большим злом в её глазах является, что священник напивается, а «заутра служиши святую литургию, стоя пред сим моим образом, отрыгаеш оный гнусный пьянственый дух и лице мое сим омерзил еси паче сего блуднаго поганина».